# Enric de Manuel i González
Enric de Manuel i González   (Vénissieux, 15 de juliol de 1929 - Barcelona, 12 de febrer de 2023) fou un autor de còmics català pertanyent a l'Escola Bruguera, que signava amb el pseudònim d'Enrich.

## Biografia
Cunyat de Guillem Cifré i Figuerola, gràcies a ell va començar a publicar professionalment quan, el 1954, Cifré va dirigir-lo a la revista Trampolín on Enrich publicaria el seu primer personatge, Ciricaco Majareto.
Entraria a treballar al departament de publicitat de l'editorial Bruguera a mitjans dels 50, però el 1957, quan un grup d'autors de Bruguera abandona l'editorial per crear la revista Tío Vivo, entre ells, Cifré, i Enrich passaria a formar part del personal de la nova revista, dibuixant acudits gràfics a diverses seccions. Entre aquests acudits gràfics crearia el seu personatge més reeixit, El Caco Bonifacio, que més endavant esdevindria un personatge fix en historietes autoconclusives d'una pàgina.
En 1960 Tío Vivo i el seu planter d'artistes és absorbit per l'Editorial Bruguera, i Enrich continuarà dibuixant historietes del Caco Bonifacio (i també, en morir el seu creador, el ja esmentat Cifré, donaria continuïtat a les historietes d'El repórter Tribulete) per a l'Editorial Bruguera.
Dins de Bruguera, i deixant de banda Bonifacio, Enrich publicà la sèrie Ganzúo y Pesquisón, si bé aquesta sèrie va ser creada per al mercat britànic, i posteriorment comprada per l'editorial catalana. En 1978 Enrich crea Montse, l'amiga dels animals, publicat inicialment a la revista femenina Gina, i en català a la revista Jordi, d'un sol número.
A banda de Bruguera, Enrich també va publicar al periòdic La Prensa o les revistes Tele-Radio, Rififí, Lecturas o Gaceta Junior.

## Sèries i personatges
- Ciriaco Majareto (Trampolín, 1950)
- El caco Bonifacio (Tío Vivo, 1ª època, 1957)
- El doctor Perejil (Tío Vivo, 1ª època, 1959)
- El repórter Tribulete (Pulgarcito, 2ª època, 1962)
- Sarrampión trabaja en la televisión (Tele Radio, 1965)
- Don Toribio, conserje (Tío Vivo, 2ª època, 1966)
- Tontáinez (Pulgarcito, 1966)
- Pelufo Ye-Yé (Pulgarcito, 1967)
- Crispín (Din Dan, 2ª època, 1968)
- Don Inocencio (Pulgarcito, 2ª època, 1968)
- 1X2 El invasor (Tío Vivo, 2ª època, 1969)
- El profesor Canuto y su ayudante Bruto (Gaceta Junior, 1970)
- Snoopy (Animació, 1970)
- El matrimonio Pirúlez (Lecturas, 1974)
- El astronauta Felipe (Mortadelo, 1975)
- Ganzúo y Pesquisón (Mortadelo, 1976)
- Montse, la amiga de los animales (Gina, 1978)
- Leoncio (Zipi y Zape, 1981)
- Eva (Pecosa, 1986)

## Obres publicades
- El Caco Bonifacio. Colección Clásicos del humor, número 34, RBA, Barcelona, 2009. ISBN 978-84-473-6276-9.
- Sexy humor 1. Amaníaco ediciones, Barcelona. 2011. ISBN 978-84-932582-8-3.
- Sexy humor 2. Amaníaco ediciones, Barcelona. 2011. ISBN 978-84-932582-9-0.

## Obres il·lustrades
- Willy Breinholst. "Hola Jefe. Les millors historietes d'oficina". ELFOS, Barcelona.1990. ISBN 84-87251-15-3.
- Jordi de Manuel. "El somni de la nena bruna". Res Publica Edicions, Granollers.2000. ISBN 84-89810-30-3.
- Jordi de Manuel. "De tots colors". Alfaguara, Barcelona. 2001. ISBN 84-8435-389-3.